# 6771 Foerster
6771 Foerster eller 1986 EZ4 är en asteroid i huvudbältet som upptäcktes den 9 mars 1986 av den svenske astronomen Claes-Ingvar Lagerkvist vid Siding Spring-observatoriet i Chile. Den är uppkallad efter den tyske astronomen Wilhelm Foerster.
Asteroiden har en diameter på ungefär 3 kilometer.